# Vila Ritter (Karlovy Vary)
Vila Ritter (dříve Lázeňský dům Brno) je samostatně stojící objekt v Karlových Varech, postavený koncem 19. století ve stylu historismu. Nachází se rozhraní vilové čtvrti Westend a karlovarské lokality zvané Malé Versailles. Po opravách slouží pod názvem Villa Ritter jako luxusní hotel s detoxifikačním programem s možností absolvování léčebných procedur.
Objekt je chráněn od roku 1992 jako kulturní památka České republiky.

## Historie
Severozápadně od stávající nové výstavby karlovarské vilové čtvrti Westend došlo v roce 1896 k rozparcelování nevyužívaných pozemků. Na parcele č. 1 byl ještě téhož roku městským stavitelem Josefem Waldertem vyhotoven zastavovací plán. Podle plánu byl první pozemek předán ke stavbě soukromého sanatoria lázeňského lékaře MUDr. Adolfa Rittera. V roce 1897 vypracoval projekt architekt Fritz Hessemer z mnichovského ateliéru architekta Augusta Extera. Dochovaly se původní plány z roku 1896, parafované architektem Augustem Exterem. Ve schvalovaném projektu je dispoziční řešení shodné s architektonickou podobou původních plánů. Stavba probíhala rychle a již v roce 1897 byla dokončena. Pojmenování vila Ritter získala po svém investorovi. Již v době výstavby byl do objektu zabudován osobní výtah vídeňské firmy Wertheim and Company. Roku 1901 došlo k přístavbě balkonů na severní straně vily a roku 1910 návrh kryté verandy, spojené s krytou chodbou s vlastní budovou. Téhož roku byl zpracován i návrh hrázděné verandy. Oba návrhy byly následně realizovány. Záměr z roku 1912, umístit na jižní část garáž, se již neuskutečnil. V roce 1931 získala vilu Okresní nemocenská pojišťovna v Brně. Po adaptaci z původního sanatoria na lázeňský dům ji přejmenovala na Lázeňský dům Brno. Roku 1936 nechal nový vlastník nahradit původní hydraulický výtah firmy Wertheim výtahem firmy Českomoravská–Kolben–Daněk. Po privatizaci získala vila zpět původní jméno Villa Ritter.

## Stavební podoba

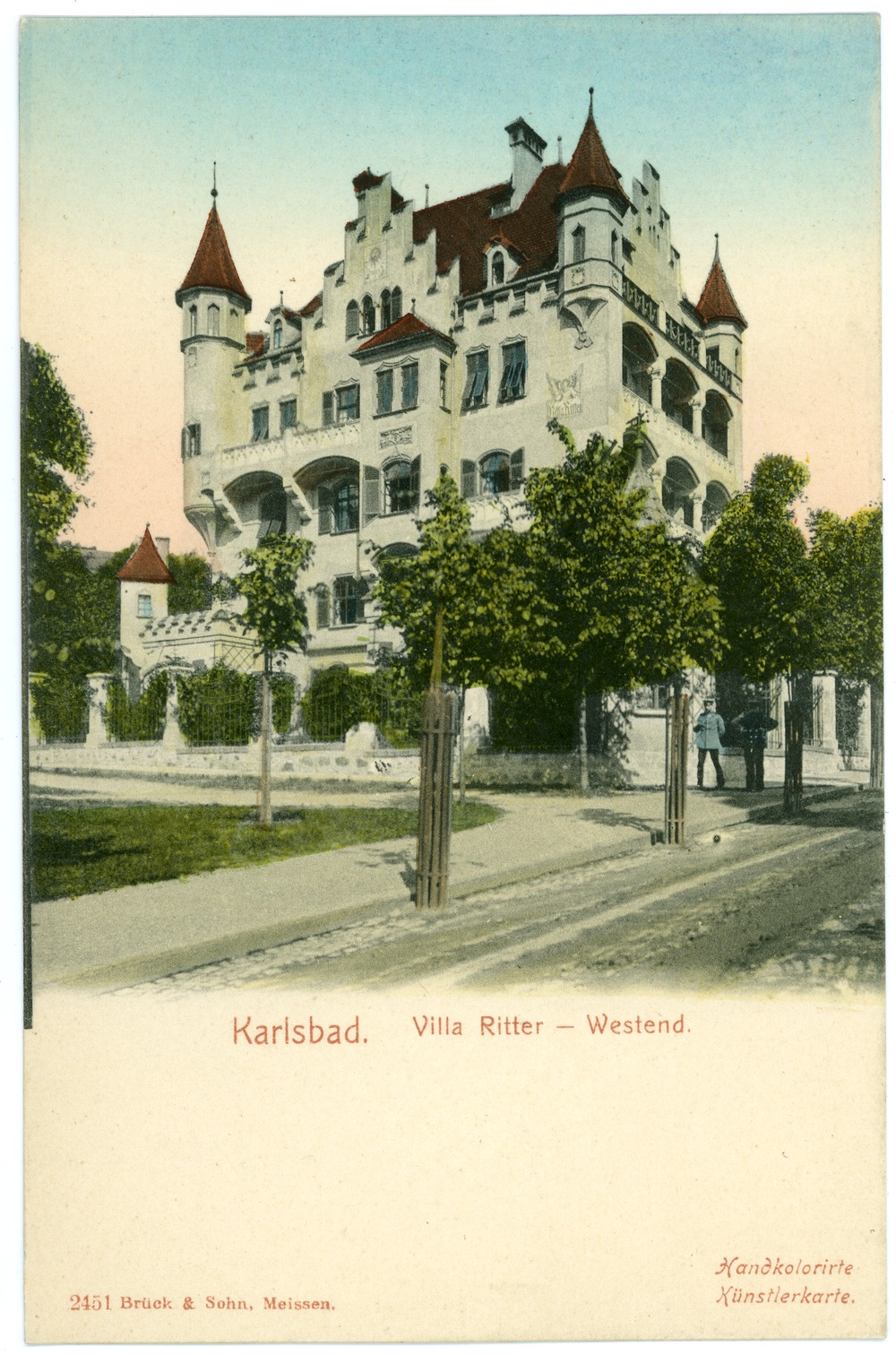
Vila roku 1902

Samostatně stojící dvoupatrová budova s podkrovím je postavená na pravidelném obdélném půdorysu. Hlavní průčelí v ulici Krále Jiřího (dříve Eduard Knoll Strasse) se nachází na východní straně, jižní část vily obepíná mohutná terasa. Do nároží byly umístěny věžičky s mnohabokými nástavci se vsazenými ochozy. Věžičky jsou zakončeny osmibokými střechami. Ve středních osách jsou vybudovány rizality přecházející do vysokých stupňovitých štítů s cimbuřím. Lodžiové balkony propojují štítové rizality s nárožními věžičkami. Zídky balkonů jsou členěny slepými arkádami. Hlavní portál je doplněn datací 1897, tedy rokem dokončení stavby. Vstupní dveře do suterénu a zvýšeného přízemí doplňují bohaté dřevořezby v gotickém duchu. Na fasádách se uplatňuje dekor pozdní gotiky, na valbové střeše dominují vysoké komíny s valbovými stříškami, kryté pálenými taškami. Rovněž střecha je krytá bobrovkami. Dokončená stavba získala podobu romantického hrádku s množstvím věžiček, arkýřů, teras a štítů s cimbuřím, uplatňující novoromantické vlivy a připomínající středověkou hradní architekturu. Objekt byl obklopen ohrazenou zahradou v romantizujícím duchu. V oplocení byly postaveny gotizující pilíře a zahradní domek v nároží.
V interiéru se za vstupem nachází průběžná chodba, která se u vnitřního schodiště otevírá do haly. Chodba je zaklenutá křížovými klenbami. Zábradlí schodiště je bohatě zdobeno polychromovanými neorenesančními motivy listoví. Ve sníženém přízemí se nacházela kuchyně, ve vyšších podlažích ordinace a pokoje. V pokojích na jižní straně byly při rekonstrukci nalezeny dekorativní malby s přírodními květinovými motivy. Nepodařilo se však prosadit zachování těchto maleb.
Objekt patří mezi nejcennější vily v Karlových Varech. Monumentalitu zdůrazňuje množství věžiček a arkýřů s cimbuřím a vystupujícím rizalitem na způsob vysazených presbytářů hradních kaplí.